# Aleksandr Ivanovič Hercen
Aleksandr Ivanovič Hercen (Moskva, 6. travnja 1812. – Pariz, 21. siječnja 1870.), ruski revolucionarni demokrat, publicist i književnik.
Književni pseudonim - Iskender
Rano se upoznao s naprednim idejama Radišćeva i dekabrista, te čitao zabranjene pjesme Puškina i Rilejeva. Zanimao se za filozofiju i prirodne znanosti, a bio je na čelu kružoka na čijem se sastancima govorilo o filozofiji Saint-Simona, Francuskoj revoluciji, republici i ustavnosti. 
Optužen da je bio na sastanku na kojemu su pjevane revolucionarne pjesme, protjeran je iz Moskve u provinciju. Teško stanje zemlje natjeralo ga je da 1847. godine definitivno napusti Rusiju. U inozemstvu je pratio rad revolucionara u Francuskoj i Italiji, a nakon što ga je osumnjičila policija, napustio je Francusku i primio švicarsko državljanstvo. Neko je vrijeme živio u Londonu gdje je osnovao rusku tipografiju i pokrenuo ruske novine. 
Zanimao se za prirodne znanosti ("Pisma o izučavanju prirode"), pratio razvoj revolucionarnih ideja ("O razvitku revolucionarnih ideja u Rusiji"), osuđivao dilentatizam u znanosti ("Dilentatizam u znanosti"), mistiku i idealizam u filozofiji ("Pisma protivniku").

## Djela
- "Prošlost i razmišljanja",
- "Doktor Krupov",
- "Tko je kriv?".